# John Edwards (Politiker, 1943)

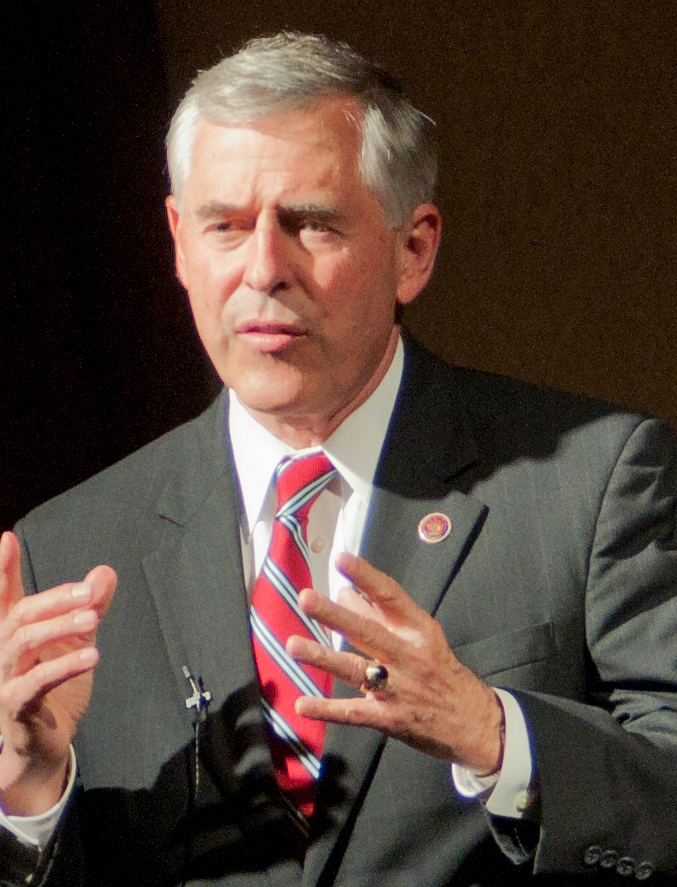
John Edwards, 2011

John Saul Edwards (* 6. Oktober 1943 in Roanoke, Virginia) ist ein US-amerikanischer Politiker (Demokratische Partei). Seit 1996 ist er Senator im Senat von Virginia und vertritt dort den 21. Distrikt.

## Leben
Edwards besuchte die Patrick Henry High School. Nachdem er die Schule 1962 abgeschlossen hatte, studierte er an der Princeton University und erhielt dort 1966 einen Bachelor of Arts cum laude. Von 1966 bis 1967 besuchte er durch ein eines Rockefeller Brothers Theological Fellowship das Union Theological Seminary in the City of New York. Danach studierte er an der Law School der University of Virginia und erhielt 1970 seinen Juris Doctor.
In den frühen 1970er Jahren diente Edwards im US Marine Corps im Judge Advocate General’s Corps als Offizier im Rang eines Captains. In Anschluss praktizierte er als Rechtsanwalt in Washington, D.C. und war Freiwilliger im Lawyers Committee for Civil Rights under Law. 1976 kehrte er nach Roanoke zurück. Im Jahr 1980 wurde er von Präsident Jimmy Carter zum Bundesstaatsanwalt des Western District of Virginia ernannt.
Seine politische Karriere begann im November 1993, als er aufgrund eines vakanten Sitzes zum Mitglied des Roanoke City Council ernannt wurde. 1994 wurde er für eine vierjährige Legislaturperiode in dieser Funktion gewählt. Gleichzeitig wurde er Vizebürgermeister der Stadt. Im Jahr 1995 kandidierte Edwards für einen Sitz im Senat von Virginia und konnte dem republikanischen Amtsinhaber sein Mandat abnehmen. 1999 und 2003 erfolgte jeweils seine Wiederwahl. Edwards vertritt somit seit 1996 als Senator den 21. Distrikt.
Edwards ist verheiratet und hat drei Kinder.